# Рецлінген (Нижня Саксонія)
Рецлінген (нім. Rätzlingen) — громада в Німеччині, розташована в землі Нижня Саксонія. Входить до складу району Ільцен. Складова частина об'єднання громад Роше.
Площа — 8,47 км2. Населення становить 465 ос. (станом на 31 грудня 2021).